# 馮建功
馮建功（？—？）為中國清朝武官官員，本籍江蘇。行伍出身的馮建功於1799年（嘉慶4年）奉旨接替吳國麟，於台灣地區擔任台灣水師協副將。而隸屬台灣鎮之下的此官職是台灣清治時期的這階段，全台灣的海防軍事層級最高武將，其統帥三標水營，數千名水師兵勇。
| 前任： 吳國麟 | 台灣水師協副將 1799年上任 | 繼任： 倪定得 |